# Dexosarcophaga angrensis
Dexosarcophaga angrensis är en tvåvingeart som beskrevs av Guilherme A.M.Lopes 1975. Dexosarcophaga angrensis ingår i släktet Dexosarcophaga och familjen köttflugor. Inga underarter finns listade i Catalogue of Life.